# Carex liparocarpos
Laîche luisante
Espèce
Classification phylogénétique
Carex liparocarpos, de nom communs Carex à fruits lustrés, Laîche luisante, Laîche rongée, Laîche à utricules lustrés, est une espèce de plantes du genre Carex et de la famille des Cyperaceae.

## Description

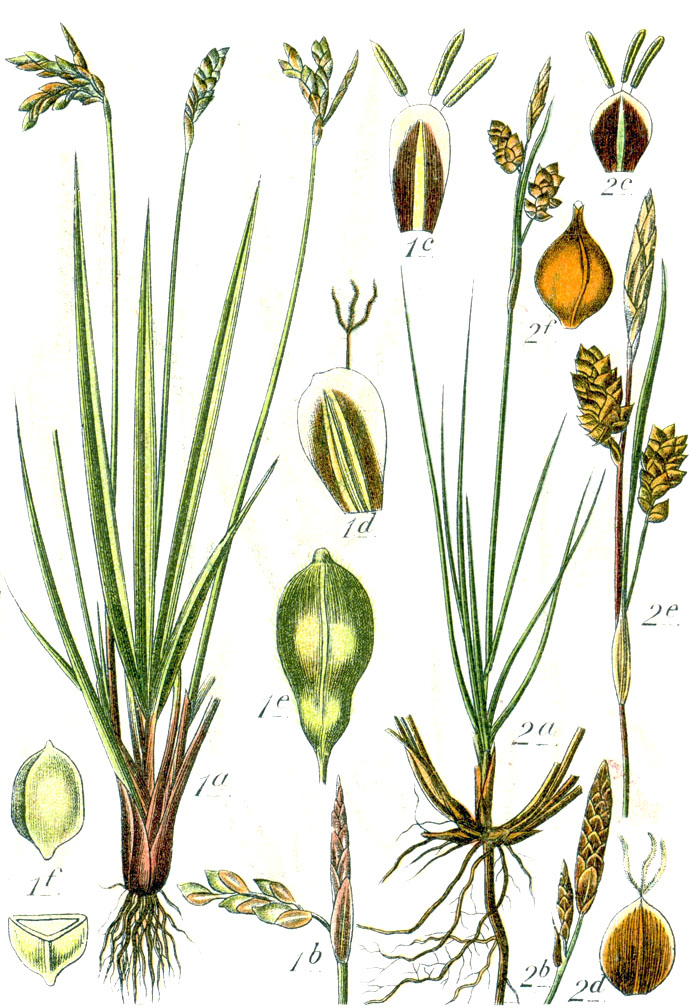
Illustration botanique de Carex ornithopoda (1) et Carex liparocarpos (2).

Cette plante rhizomateuse mesure de 15 à 20 cm. Un épi mâle surmonte un à trois épis femelles ovoïdes. L'espèce est bien reconnaissable quand les utricules sont mûrs. Ils sont globuleux, glabres, luisants, verts puis bruns, nervés et terminés par un bec court. Quand elle est jeune, l'identification est plus délicate. La plante ressemble alors aux jeunes individus de Carex caryophyllea dont les utricules sont velus. Il y a trois stigmates. L'épillet mesure de 6 à 12 mm. La floraison se déroule de mars à juin. 

## Répartition
La laîche luisante pousse naturellement en Europe du sud-ouest. Elle est protégée dans de nombreux département français.

## Habitat
Ce petit carex pousse dans les pelouses de préférence arides, les prés secs sablonneux ou rocailleux. On le retrouve jusqu'à une altitude de 2000 m.